# إيمان خليفة
إيمان خليفة (1955-1995)، معلمة وناشطة سلام لبنانية الأصل. ولدت في مدينة بيروت عام 1955 وعاشت فترة إندلاع الحرب الأهلية اللبنانية عام 1975، دَرست في روضة الأطفال في كلية بيروت الجامعية علم نفس الطفل، ثم أصبحت عضواً في معهد دراسات المرأة في الوطن العربي. حصلت عام 1984 على جائزة رايت ليفيلهوود " the Right Livelihood Award" لدورها الفاعل في تنظيم حركة السلام في بيروت وهي جائزة نوبل البديلة للسلام.

## حياتها النضالية
بعد تسعة سنوات من الحرب الأهلية اللبنانية وتحديداً في عام 1984، تبنت إيمان فكرة مسيرة صامتة يتظاهر بها الشعب اللبناني ضد الحرب الأهلية. وكتبت قصيدة نشرتها معظم الصحف اللبنانية آنذاك تحدثت فيها عن المسيرة التي دعت لتنظيمها وعن الخراب الذي سببته الحرب، وأطلقت شعار " لا للحرب.. لا للعام العاشر للحرب..نعم للسلام".
انضمت إلى مجموعة تدعو للسلام وكان ضمن المجموعة نواف سلام، لور مغيزل، هاني فغالي ووزعوا عريضة مناهضة للحرب " وثيقة السلم الأهلي" ووقع عليها ما يقارب 70000 شخص.وفي السادس من مايو عام 1984 كان من المفترض إنضمام الطائفة الإسلامية والمسيحية للمسيرة عند خط التماس المعروف بإسم زقاق المتحف وهي منطقة التماس بين الميليشيات والجيش اللبناني ولكن قود القصف وسقوط عدد كبير من الضحايا أدى إلى توقف المسيرة.
واصلت العمل النضالي لتحقيق السلام حتى عام 1989 ثم غادرت إلى باريس حتى وفاتها عام 1995.